# Рождество Богородично (Щавица)
„Рождество на Пресвета Богородица“ (на македонска литературна норма: „Рождество на Пресвета Богородица“) е православна възрожденска църква в прилепското село Щавица, Северна Македония. Църквата е под управлението на Преспанско-Пелагонийската епархия на Македонската православна църква.

## История
Църквата е издигната в 1881 година по инициатива на парохийския свещеник Анастас Н. Налетов. Осветена е от митрополит Венедикт Византийски. Представлява еднокорабна сграда с полукръгла апсида на източната страна, която отвън е разчленена на осем слепи ниши. Северният и южният зид са с пиластри и са разчленени на плитки ниши.